# Samsung Galaxy Tab 3 10.1
Samsung Galaxy Tab 3 10.1 — планшетный компьютер с диагональю 10,1 дюйма, работающий на операционной системе Android. Этот продукт разработан и реализуется компанией Samsung Electronics. Он входит в третье поколение планшетов серии Samsung Galaxy Tab, наряду с моделями с меньшими экранами — Galaxy Tab 3 7.0 и Galaxy Tab 3 8.0. Официальная презентация устройства состоялась 3 июня 2013 года, а в США оно стало доступно для покупки с 7 июля 2013 года.

## История
Анонс Galaxy Tab 3 10.1 произошел 24 июня 2013 года. Планшет был представлен в рамках Всемирной мобильной конференции 2013 года, где также демонстрировались Galaxy Tab 3 7.0 и Galaxy Tab 3 8.0. Samsung подтвердила, что продажа Galaxy Tab 3 10.1 в США начнется 7 июля, а цена за модель с 16 ГБ встроенной памяти составит 399,99 долларов. В России в крупных розничных сетях Wi-Fi-версия планшета продавалась за 13 000 рублей, а Wi-Fi+3G-версия — за 17 000 рублей.

## Функции
Планшет Galaxy Tab 3 10.1 был выпущен с предустановленной операционной системой Android 4.2.2 Jelly Bean. В 2022 году он по-прежнему демонстрировал хорошую производительность, работая на LineageOS 14.1, основанной на Android 7.1.2. Samsung адаптировала интерфейс устройства с помощью своего программного обеспечения TouchWiz Nature UX. Кроме стандартных приложений от Google, таких как Google Play, Gmail и YouTube, пользователи имеют доступ к ряду приложений Samsung, включая ChatON, S Suggest, S Voice, Smart Remote (Peel) и All Share Play.
Galaxy Tab 3 10.1 предлагается в нескольких вариантах: только с Wi-Fi, а также с поддержкой 3G и 4G/LTE, что позволяет пользователям выбирать наиболее подходящий для них вариант. Объем встроенной памяти варьируется от 16 ГБ до 32 ГБ в зависимости от модели, а также предусмотрен слот для карт microSDXC для расширения хранилища. Устройство оснащено 10,1-дюймовым экраном WXGA TFT с разрешением 1280x800 пикселей. В плане камер, Galaxy Tab 3 10.1 имеет 1,3-мегапиксельную фронтальную камеру и 3,15-мегапиксельную тыльную камеру, что позволяет записывать HD-видео.
Разъем Micro USB на Galaxy Tab 3 10.1 поддерживает стандарт MHL 1, что расширяет его возможности подключения.
Планшет поставляется в картонной коробке, внутри зафиксирован в картонной вставке. На экран наклеена защитная транспортировочная плёнка. Под планшетом располагается небольшой коробок с остальной комплектацией, которая включает в себя зарядное устройство, кабель USB-MicroUSB и документацию.

## Специальный выпуск
В январе 2014 года Samsung объявила о намерении выпустить специальную версию Galaxy Tab, ориентированную на образовательный сектор, под названием Galaxy Tab for Education. Ожидалось, что этот специализированный планшет станет доступен в апреле 2014 года и будет поддерживать потребности образовательных учреждений K-12. В этой версии также была добавлена поддержка NFC, что расширяет функциональность устройства.

## Восприятие
К преимуществам относят хорошие углы обзора экрана, высокий уровень яркости и естественную цветопередачу. К недостаткам — низкое разрешение, из-за которого текст (особенно мелкий) выглядит нечётким и размытым.